# Željko Kalac
Željko Kalac (ˈʒɛʎkɔ ˈkalats; Sydney, 16 dicembre 1972) è un allenatore di calcio ed ex calciatore australiano, di ruolo portiere, allenatore dei portieri della nazionale irachena.

## Carriera

### Club

#### Sydney Croatia
Kalac, di origine croata, è cresciuto negli australiani del Sydney Croatia, oggi Sydney United. Nella stagione 1989-1990, all'età di 18 anni, è stato promosso in prima squadra, come vice di Tony Franken, e ha giocato le prime 11 partite della stagione a causa dell'assenza del portiere titolare.
La stagione successiva non ha avuto occasione di giocare, ma a fine stagione Franken si è trasferito all'APIA Leichhardt e così Kalac nella stagione 1991-1992 si è giocato il posto di titolare con il giovane Mark Bosnich, di ritorno da un prestito poco felice al Manchester United, riuscendo a disputare dall'inizio 21 partite su 26.
A fine stagione Bosnich si è trasferito all'Aston Villa ma, a seguito dell'esclusione dell'APIA Leichhardt dalla NSL per problemi finanziari, Franken fece ritorno al Sydney United (allora Sydney C.S.C.). Tuttavia i ruoli di primo e secondo portiere non erano più ben definiti come in precedenza e dopo l'alternanza tra i due durante la stagione 1992-1993, Kalac è diventato il titolare fisso del Sydney United ed è rimasto tale fino al 1995, quando ha tentato l'avventura europea.

#### Leicester City
Nel dicembre del 1995, infatti, Kalac è passato agli inglesi del Leicester City, ma la sua esperienza oltremanica è durata pochissimo: solo 3 presenze di cui una in campionato, una in Coppa di Lega e una nella finale dei play-off promozione contro il Crystal Palace, partita nella quale Kalac è entrato al 119º minuto di gioco in previsione dei rigori, ma un minuto più tardi il compagno di squadra Steve Claridge ha segnato il gol-vittoria che è valso la promozione in Premier League.
La stagione successiva non si è concretizzato il suo passaggio al Wolverhampton a causa del mancato ottenimento del permesso di lavoro e ha fatto ritorno in Australia, nuovamente nelle file del Sydney United.
È stato per altre due stagioni in patria totalizzando 46 presenze prima del ritorno in Europa.

#### Roda JC
Nel 1998 è stato acquistato dagli olandesi del Roda JC, dove ha disputato 4 campionati di Eredivisie (115 presenze totali), esordendo anche in Coppa UEFA nella gara Roda JC-Šachtar 2-0 del 16 settembre 1999.
Si è fatto notare durante una partita degli ottavi di finale della Coppa UEFA 2001-2002 disputata il 28 febbraio 2002, dove il Roda JC ha sfiorato la qualificazione al turno successivo contro il Milan a San Siro. Durante la partita, finita sul risultato di 0-1 per gli olandesi (il Milan aveva vinto per 1-0 all'andata in trasferta), Kalac si è messo in luce per tutti i novanta minuti esibendosi in numerose parate importanti e parando ben 2 tiri dal dischetto ai rossoneri, prima a José Mari e poi a Kaladze. Alla fine il Milan ha vinto lo stesso per 3-2 dopo i rigori. Dopo questa partita Luciano Gaucci ha deciso di portarlo a Perugia a stagione conclusa.

#### Perugia
Nel 2002 è passato al Perugia. Nella prima stagione a Perugia ha disputato 22 partite nel campionato di Serie A, esordendo il 15 settembre 2002 in occasione di Perugia-Reggina 2-0 e 2 in Coppa Intertoto, dove ha esordito il 3 dicembre 2002 in Sampdoria-Perugia 1-1.
Nella stagione successiva (2003-2004), che ha visto a fine anno retrocedere il Perugia in Serie B, è sceso in campo per 29 volte in campionato. Alla fine della stagione 2004-2005 il Perugia ha fallito la promozione in Serie A e quindi Kalac, in quell'anno titolare con 29 presenze in B e 3 in Coppa Italia, è passato al Milan a parametro zero per ricoprire il ruolo di secondo portiere, alle spalle di Dida.
In tre anni con i grifoni ha totalizzato 96 presenze, 51 in Serie A, 29 in Serie B, 9 in Coppa Italia, 5 nella Coppa UEFA 2003-2004 e 2 nella Coppa Intertoto 2002.

#### Milan
Nella sua prima annata rossonera (2005-2006) è stato impiegato poco da Carlo Ancelotti, esordendo con i rossoneri il 29 novembre 2005 nella partita di Coppa Italia Milan-Brescia 3-1. Ha anche debuttato in Champions League il 21 febbraio 2006 a Monaco contro il Bayern Monaco (andata degli ottavi di finale), sostituendo Dida, infortunatosi nella ripresa.
Ha iniziato la sua seconda stagione in rossonero sempre alle spalle di Dida, giocando da titolare 4 gare di Coppa Italia e rimanendo fisso in panchina per le prime giornate. Il brasiliano, poi, si è infortunato gravemente a un legamento del ginocchio sinistro in occasione della gara di Champions League persa dal Milan in Grecia contro l'AEK Atene (1-0) e valida per il girone di qualificazione agli ottavi di finale. Kalac ha sostituito Dida nella ripresa e ha debuttato poi come titolare in campionato nella gara casalinga contro il Messina, vinta dai rossoneri per 1-0 con un gol di Paolo Maldini. Vista la gravità dell'infortunio di Dida, Kalac è stato schierato da titolare nei due mesi seguenti prima di infortunarsi anch'egli in Milan-Reggina 3-1 del 14 gennaio, quando ha subito una distorsione al ginocchio con interessamento legamentare che lo ha costretto all'inattività per circa 2 mesi. Il Milan quindi ha ingaggiato Storari dal Messina e poco dopo il titolare Dida ha fatto il suo rientro dall'infortunio. Nel marzo 2007 Kalac ha rinnovato il contratto con la società rossonera fino al 2009.
Nella stagione 2007-2008 ha disputato come titolare 6 partite di campionato al posto dell'infortunato Dida (contro Palermo, Catania, Udinese, Atalanta, Genoa e Reggina) e altre 2 partite in Champions League (contro lo Šachtar, in questo caso per la squalifica di Dida, ed il Celtic), per poi conquistare definitivamente, grazie alle buone prestazioni e nonostante il rientro del portiere brasiliano, il ruolo di titolare dalla partita contro la Fiorentina del 3 febbraio 2008.
Il suo rendimento nel girone di ritorno ha convinto la società rossonera a rinnovare il suo contratto sino al 30 giugno 2010, ma dopo una stagione in cui è sceso in campo in una sola occasione, il 12 agosto 2009 ha rescisso il proprio contratto consensualmente con la società.

#### Kavala
Il 2 settembre 2009 ha sottoscritto un contratto biennale con la squadra greca del Kavala. Ha esordito con il Kavala il 18 ottobre 2009 in Kavala-Panathīnaïkos 2-2.
Alla fine della stagione 2009-2010 Kalac si è ritirato dal calcio giocato.

#### NK Tompojevci
A quasi undici anni di distanza, il 14 marzo 2021, durante uno dei soggiorni in Croazia, paese dei genitori, non potendo tornare in patria per le misure conseguenti alla pandemia di COVID-19, è sceso in campo con la squadra dilettante dell'NK Tompojevci, nel corso di un incontro amichevole. Due giorni dopo ha anche diretto gli allenamenti del team croato.

### Nazionale
Kalac ha fatto parte della Nazionale australiana per più di 14 anni, la maggior parte dei quali come vice di Mark Bosnich prima e Mark Schwarzer poi. Nonostante ciò ha collezionato in totale 54 presenze con i Socceroos, più di Bosnich (22) e, fino al proprio ritiro dalla Nazionale, anche di Schwarzer (40).
Kalac ha fatto parte della Nazionale australiana che ha preso parte al Mondiale Under-16 del 1989 come vice di Schwarzer e poi al Mondiale Under-20 1991 ancora come secondo portiere, ma stavolta alle spalle di Bosnich.
Kalac ha debuttato con la Nazionale australiana nel 1992 nell'amichevole Malaysia-Australia a Giacarta persa 1-0.
È stato convocato da Guus Hiddink, selezionatore della Nazionale australiana, per il Mondiali di Germania 2006, dove ha giocato solo l'ultima partita del primo turno contro la Croazia (2-2), in quanto secondo del titolare Schwarzer. La sua Nazionale è stata eliminata agli ottavi di finale dall'Italia, futura campione del mondo (1-0). Ha inoltre partecipato a svariate edizioni della Coppa delle nazioni oceaniane, vinta per 3 volte.
Il 4 ottobre ha annunciato il suo ritiro dalla Nazionale e il 7 dello stesso mese disputa la sua ultima partita con i Socceroos, in un incontro amichevole con il Paraguay.

### Allenatore
Dopo un anno sabbatico, il 9 agosto 2011 è stato ingaggiato dal Sydney FC come preparatore dei portieri. Il 22 maggio 2015 lascia il Sydney FC per accasarsi ai rivali cittadini del Western Sydney, con l'incarico di presiedere alla preparazione dei portieri sia della prima squadra sia delle formazioni giovanili. Nell'ottobre 2017, segue l'allenatore del club Tony Popović al Karabükspor militante nel massimo campionato turco. L'esperienza di Kalac in Turchia termina con l'esonero di Popovic e del suo staff nel successivo dicembre. ll 18 giugno 2018 torna nella A-League australiana come allenatore dei portieri del Melbourne City. Si dimette dall'incarico il 15 maggio 2019. Tra agosto e settembre presta opera a titolo gratuito quale assistente alla guida tecnica del Sydney Utd 58, sua antica squadra, per poi esserne nominato allenatore da ottobre 2019.. Dopo nemmeno una stagione abbandona la squadra per seguire nuovamente Popovic come preparatore dei portieri, questa volta in Grecia, allo Xanthī formazione della seconda categoria ellenica, acquistata dal tycoon australiano Bill Papas. Il 2 febbraio 2021, dopo appena quattro partite, di cui una vittoria e tre pareggi, lascia anche questo incarico. Il 2 ottobre 2021 prende le redini del Urania Baška Voda militante in 3.HNL succedendo così Željko Mijač.
Il 28 gennaio 2023 saluta il club croato per tornare in Australia, ai Northbridge Bulls militanti nella National Premier Leagues, seconda serie del paese oceanico. Il successivo 16 novembre sigla un contratto che lo vede tornare sulla panchina del Sydney United a partire dal 2024. Vi rimane un anno e a fine stagione passa all'Inter Lions sempre in NPL ma scendendo di categoria in League One. Dopo alcuni mesi alla guida dei "leoni nerazzurri", accetta l'offerta di Graham Arnold ed entra nello staff del nuovo ct dell'Iraq, come preparatore dei portieri.

## Statistiche

### Presenze e reti subite nei club
Statistiche aggiornate al 16 aprile 2021.
| Stagione                            | Squadra                             | Campionato                          | Campionato | Campionato | Coppe nazionali | Coppe nazionali | Coppe nazionali | Coppe europee | Coppe europee | Coppe europee | Altre coppe | Altre coppe | Altre coppe | Totale | Totale    |
| Stagione                            | Squadra                             | Comp                                | Pres       | Reti       | Comp            | Pres            | Reti            | Comp          | Pres          | Reti          | Comp        | Pres        | Reti        | Pres   | Reti      |
| ----------------------------------- | ----------------------------------- | ----------------------------------- | ---------- | ---------- | --------------- | --------------- | --------------- | ------------- | ------------- | ------------- | ----------- | ----------- | ----------- | ------ | --------- |
| 1989-1990                           | Sydney Croatia                      | NSL                                 | 11         | -?         | -               | -               | -               | -             | -             | -             | -           | -           | -           | 11     | -?        |
| 1990-1991                           | Sydney Croatia                      | NSL                                 | 0          | 0          | -               | -               | -               | -             | -             | -             | -           | -           | -           | 0      | 0         |
| 1991-1992                           | Sydney Croatia                      | NSL                                 | 21         | -?         | -               | -               | -               | -             | -             | -             | -           | -           | -           | 21     | -?        |
| 1992-1993                           | Sydney C.S.C.                       | NSL                                 | 11         | ?          | -               | -               | -               | -             | -             | -             | -           | -           | -           | 11     | ?         |
| 1993-1994                           | Sydney United                       | NSL                                 | 25+2       | -?         | -               | -               | -               | -             | -             | -             | -           | -           | -           | 27     | -?        |
| 1994-1995                           | Sydney United                       | NSL                                 | 24+3       | -?         | CA              | 2               | -?              | -             | -             | -             | -           | -           | -           | 29     | -?        |
| lug.-dic. 1995                      | Sydney United                       | NSL                                 | 0          | 0          | -               | -               | -               | -             | -             | -             | -           | -           | -           | 0      | 0         |
| 1995-1996                           | Leicester City                      | 1D                                  | 1+1        | -2 + -0    | FLC             | 1               | -3              | -             | -             | -             | -           | -           | -           | 3      | -5        |
| 1996-1997                           | Sydney United                       | NSL                                 | 26+3       | -?         | -               | -               | -               | -             | -             | -             | -           | -           | -           | 29     | -?        |
| 1997-1998                           | Sydney United                       | NSL                                 | 15+2       | -?         | -               | -               | -               | -             | -             | -             | -           | -           | -           | 17     | -?        |
| Totale Sydney Croatia/C.S.C./United | Totale Sydney Croatia/C.S.C./United | Totale Sydney Croatia/C.S.C./United | 133+10     | -?         |                 | 2               | -?              |               | -             | -             | -           | -           | -           | 145    | -?        |
| 1998-1999                           | Roda JC                             | ED                                  | 33         | -?         | CO              | 5               | -?              | -             | -             | -             | -           | -           | -           | 38     | -?        |
| 1999-2000                           | Roda JC                             | ED                                  | 30         | -46        | CO              | 4               | -?              | CU            | 4             | -2            | -           | -           | -           | 38     | -?        |
| 2000-2001                           | Roda JC                             | ED                                  | 20         | -19        | CO              | 2               | -?              | -             | -             | -             | SO          | 1           | -2          | 22     | -?        |
| 2001-2002                           | Roda JC                             | ED                                  | 32         | -42        | CO              | 1               | -?              | CU            | 7             | -5            | -           | -           | -           | 40     | -?        |
| Totale Roda JC                      | Totale Roda JC                      | Totale Roda JC                      | 115        | -107       |                 | 12              | -?              |               | 11            | -7            |             | 1           | -2          | 139    | -116 + ?  |
| 2002-2003                           | Perugia                             | A                                   | 22         | -28        | CI              | 6               | -4              | I             | 2             | -4            | -           | -           | -           | 30     | -36       |
| 2003-2004                           | Perugia                             | A                                   | 29+2       | -42 + -2   | CI              | 0               | 0               | I+CU          | 6+5           | 0 + -4        | -           | -           | -           | 42     | -48       |
| 2004-2005                           | Perugia                             | B                                   | 29         | -25        | CI              | 3               | -2              | -             | -             | -             | -           | -           | -           | 32     | -27       |
| Totale Perugia                      | Totale Perugia                      | Totale Perugia                      | 80+2       | -95 + -2   |                 | 9               | -6              |               | 13            | -8            |             | -           | -           | 104    | -111      |
| 2005-2006                           | Milan                               | A                                   | 2          | 0          | CI              | 4               | -7              | UCL           | 1             | 0             | -           | -           | -           | 7      | -7        |
| 2006-2007                           | Milan                               | A                                   | 10         | -10        | CI              | 3               | -3              | UCL           | 3             | -2            | -           | -           | -           | 16     | -15       |
| 2007-2008                           | Milan                               | A                                   | 25         | -27        | CI              | 2               | -3              | UCL           | 5             | -5            | SU+Cmc      | 0           | 0           | 32     | -35       |
| 2008-2009                           | Milan                               | A                                   | 1          | -1         | CI              | 0               | 0               | CU            | 0             | 0             | -           | -           | -           | 1      | -1        |
| Totale Milan                        | Totale Milan                        | Totale Milan                        | 38         | -38        |                 | 9               | -13             |               | 9             | -7            |             | 0           | 0           | 56     | -58       |
| 2009-2010                           | Kavala                              | SL                                  | 9          | -8         | CG              | 0               | 0               | -             | -             | -             | -           | -           | -           | 9      | -8        |
| apr. 2021                           | NK Tompojevci                       | 3. ZNL                              | 0          | 0          | CC              | 0               | 0               | -             | -             | -             | -           | -           | -           | 0      | 0         |
| Totale carriera                     | Totale carriera                     | Totale carriera                     | 376+13     | -252 + -?  |                 | 33              | -22 + -?        |               | 33            | -22           |             | 1           | -2          | 456    | -298 + -? |

### Cronologia presenze e reti subite in nazionale
| Cronologia completa delle presenze e delle reti in nazionale ― Australia | Cronologia completa delle presenze e delle reti in nazionale ― Australia | Cronologia completa delle presenze e delle reti in nazionale ― Australia | Cronologia completa delle presenze e delle reti in nazionale ― Australia | Cronologia completa delle presenze e delle reti in nazionale ― Australia | Cronologia completa delle presenze e delle reti in nazionale ― Australia | Cronologia completa delle presenze e delle reti in nazionale ― Australia | Cronologia completa delle presenze e delle reti in nazionale ― Australia |
| Data                                                                     | Città                                                                    | In casa                                                                  | Risultato                                                                | Ospiti                                                                   | Competizione                                                             | Reti                                                                     | Note                                                                     |
| ------------------------------------------------------------------------ | ------------------------------------------------------------------------ | ------------------------------------------------------------------------ | ------------------------------------------------------------------------ | ------------------------------------------------------------------------ | ------------------------------------------------------------------------ | ------------------------------------------------------------------------ | ------------------------------------------------------------------------ |
| 11-8-1992                                                                | Giacarta                                                                 | Malaysia                                                                 | 1 – 0                                                                    | Australia                                                                | Amichevole                                                               | -1                                                                       | Presidents Cup                                                           |
| 22-5-1994                                                                | Hiroshima                                                                | Giappone                                                                 | 1 – 1                                                                    | Australia                                                                | Kirin Cup 1994                                                           | -                                                                        | 36’                                                                      |
| 26-5-1994                                                                | Kōbe                                                                     | Francia                                                                  | 1 – 0                                                                    | Australia                                                                | Kirin Cup 1994                                                           | -1                                                                       |                                                                          |
| 8-6-1994                                                                 | Adelaide                                                                 | Australia                                                                | 1 – 1                                                                    | Sudafrica                                                                | Amichevole                                                               | -                                                                        | 76’                                                                      |
| 24-9-1994                                                                | Kuala Lumpur                                                             | Kuwait                                                                   | 0 – 0                                                                    | Australia                                                                | Amichevole                                                               | -                                                                        |                                                                          |
| 27-9-1994                                                                | Tokyo                                                                    | Giappone                                                                 | 0 – 0                                                                    | Australia                                                                | Amichevole                                                               | -                                                                        |                                                                          |
| 8-2-1995                                                                 | Milton                                                                   | Australia                                                                | 0 – 0                                                                    | Colombia                                                                 | Amichevole                                                               | -                                                                        |                                                                          |
| 11-2-1995                                                                | Sydney                                                                   | Australia                                                                | 0 – 1                                                                    | Colombia                                                                 | Amichevole                                                               | -1                                                                       |                                                                          |
| 15-2-1995                                                                | Sydney                                                                   | Australia                                                                | 2 – 1                                                                    | Giappone                                                                 | Amichevole                                                               | -1                                                                       |                                                                          |
| 18-6-1995                                                                | Sydney                                                                   | Australia                                                                | 2 – 1                                                                    | Ghana                                                                    | Amichevole                                                               | -1                                                                       |                                                                          |
| 21-6-1995                                                                | Adelaide                                                                 | Australia                                                                | 1 – 0                                                                    | Ghana                                                                    | Amichevole                                                               | -                                                                        |                                                                          |
| 24-6-1995                                                                | Perth                                                                    | Australia                                                                | 0 – 1                                                                    | Ghana                                                                    | Amichevole                                                               | -1                                                                       |                                                                          |
| 30-6-1995                                                                | Quilmes                                                                  | Argentina                                                                | 2 – 0                                                                    | Australia                                                                | Amichevole                                                               | -2                                                                       |                                                                          |
| 25-2-1996                                                                | Brisbane                                                                 | Australia                                                                | 0 – 2                                                                    | Svezia                                                                   | Amichevole                                                               | -2                                                                       |                                                                          |
| 28-2-1996                                                                | Sydney                                                                   | Australia                                                                | 0 – 0                                                                    | Svezia                                                                   | Amichevole                                                               | -                                                                        |                                                                          |
| 14-9-1996                                                                | Durban                                                                   | Ghana                                                                    | 0 – 2                                                                    | Australia                                                                | Amichevole                                                               | -                                                                        | Simba Cup                                                                |
| 18-9-1996                                                                | Johannesburg                                                             | Sudafrica                                                                | 2 – 0                                                                    | Australia                                                                | Amichevole                                                               | -2                                                                       | Simba Cup                                                                |
| 9-10-1996                                                                | Riyad                                                                    | Arabia Saudita                                                           | 0 – 0                                                                    | Australia                                                                | Amichevole                                                               | -                                                                        | 75’                                                                      |
| 26-10-1996                                                               | Papeete                                                                  | Tahiti                                                                   | 0 – 6                                                                    | Australia                                                                | Coppa d'Oceania 1996 - Finale andata                                     | -                                                                        |                                                                          |
| 1-11-1996                                                                | Canberra                                                                 | Australia                                                                | 5 – 0                                                                    | Tahiti                                                                   | Coppa d'Oceania 1996 - Finale ritorno                                    | -                                                                        |                                                                          |
| 18-1-1997                                                                | Melbourne                                                                | Australia                                                                | 1 – 0                                                                    | Nuova Zelanda                                                            | Amichevole                                                               | -                                                                        |                                                                          |
| 22-1-1997                                                                | Brisbane                                                                 | Australia                                                                | 2 – 1                                                                    | Corea del Sud                                                            | Amichevole                                                               | -1                                                                       |                                                                          |
| 25-1-1997                                                                | Sydney                                                                   | Australia                                                                | 1 – 0                                                                    | Norvegia                                                                 | Amichevole                                                               | -                                                                        |                                                                          |
| 13-6-1997                                                                | Sydney                                                                   | Australia                                                                | 5 – 0                                                                    | Tahiti                                                                   | Qual. Mondiali 1998                                                      | -                                                                        |                                                                          |
| 1-10-1997                                                                | Tunisi                                                                   | Tunisia                                                                  | 0 – 3                                                                    | Australia                                                                | Amichevole                                                               | -                                                                        |                                                                          |
| 12-12-1997                                                               | Riyad                                                                    | Australia                                                                | 3 – 1                                                                    | Messico                                                                  | Conf. Cup 1997 - 1º turno                                                | -1                                                                       | 80’                                                                      |
| 7-2-1998                                                                 | Melbourne                                                                | Australia                                                                | 0 – 1                                                                    | Cile                                                                     | Amichevole                                                               | -1                                                                       |                                                                          |
| 15-2-1998                                                                | Adelaide                                                                 | Australia                                                                | 0 – 3                                                                    | Giappone                                                                 | Amichevole                                                               | -3                                                                       |                                                                          |
| 6-6-1998                                                                 | Zagabria                                                                 | Croazia                                                                  | 7 – 0                                                                    | Australia                                                                | Amichevole                                                               | -7                                                                       | 14’                                                                      |
| 29-3-2000                                                                | Teplice                                                                  | Rep. Ceca                                                                | 3 – 1                                                                    | Australia                                                                | Amichevole                                                               | -3                                                                       |                                                                          |
| 9-6-2000                                                                 | Sydney                                                                   | Australia                                                                | 0 – 0                                                                    | Paraguay                                                                 | Amichevole                                                               | -                                                                        |                                                                          |
| 15-6-2000                                                                | Melbourne                                                                | Australia                                                                | 2 – 1                                                                    | Paraguay                                                                 | Amichevole                                                               | -1                                                                       |                                                                          |
| 19-6-2000                                                                | Papeete                                                                  | Australia                                                                | 17 – 0                                                                   | Isole Cook                                                               | Coppa d'Oceania 2000 - 1º turno                                          | -                                                                        |                                                                          |
| 23-6-2000                                                                | Papeete                                                                  | Australia                                                                | 6 – 0                                                                    | Isole Salomone                                                           | Coppa d'Oceania 2000 - 1º turno                                          | -                                                                        |                                                                          |
| 25-6-2000                                                                | Papeete                                                                  | Australia                                                                | 1 – 0                                                                    | Vanuatu                                                                  | Coppa d'Oceania 2000 - Semifinale                                        | -                                                                        |                                                                          |
| 28-6-2000                                                                | Papeete                                                                  | Australia                                                                | 2 – 0                                                                    | Nuova Zelanda                                                            | Coppa d'Oceania 2000 - Finale                                            | -                                                                        |                                                                          |
| 4-10-2000                                                                | Dubai                                                                    | Kuwait                                                                   | 0 – 1                                                                    | Australia                                                                | Amichevole                                                               | -                                                                        |                                                                          |
| 7-10-2000                                                                | Dubai                                                                    | Corea del Sud                                                            | 4 – 2                                                                    | Australia                                                                | Amichevole                                                               | -4                                                                       |                                                                          |
| 7-9-2003                                                                 | Reading                                                                  | Australia                                                                | 2 – 1                                                                    | Giamaica                                                                 | Amichevole                                                               | -                                                                        | 46’                                                                      |
| 21-5-2004                                                                | Sydney                                                                   | Australia                                                                | 1 – 3                                                                    | Turchia                                                                  | Amichevole                                                               | -                                                                        | 83’                                                                      |
| 24-5-2004                                                                | Melbourne                                                                | Australia                                                                | 0 – 1                                                                    | Turchia                                                                  | Amichevole                                                               | -1                                                                       |                                                                          |
| 29-5-2004                                                                | Adelaide                                                                 | Australia                                                                | 1 – 0                                                                    | Nuova Zelanda                                                            | Coppa d'Oceania 2004 - 2º turno                                          | -                                                                        | [ 36 ]                                                                   |
| 31-5-2004                                                                | Adelaide                                                                 | Australia                                                                | 9 – 0                                                                    | Tahiti                                                                   | Coppa d'Oceania 2004 - 2º turno                                          | -                                                                        | [ 36 ]                                                                   |
| 2-6-2004                                                                 | Adelaide                                                                 | Australia                                                                | 6 – 1                                                                    | Figi                                                                     | Coppa d'Oceania 2004 - 2º turno                                          | -1                                                                       | [ 36 ]                                                                   |
| 4-6-2004                                                                 | Adelaide                                                                 | Australia                                                                | 3 – 0                                                                    | Vanuatu                                                                  | Coppa d'Oceania 2004 - 2º turno                                          | -                                                                        | [ 36 ]                                                                   |
| 6-6-2004                                                                 | Adelaide                                                                 | Australia                                                                | 2 – 2                                                                    | Isole Salomone                                                           | Coppa d'Oceania 2004 - 2º turno                                          | -2                                                                       | [ 36 ]                                                                   |
| 29-3-2005                                                                | Perth                                                                    | Australia                                                                | 3 – 0                                                                    | Indonesia                                                                | Amichevole                                                               | -                                                                        |                                                                          |
| 9-6-2005                                                                 | Londra                                                                   | Australia                                                                | 1 – 0                                                                    | Nuova Zelanda                                                            | Amichevole                                                               | -                                                                        | 46’                                                                      |
| 6-9-2005                                                                 | Perth                                                                    | Isole Salomone                                                           | 1 – 2                                                                    | Australia                                                                | Qual. Mondiali 2006                                                      | -1                                                                       | 49’                                                                      |
| 9-10-2005                                                                | Londra                                                                   | Australia                                                                | 5 – 0                                                                    | Giamaica                                                                 | Amichevole                                                               | -                                                                        |                                                                          |
| 25-5-2006                                                                | Melbourne                                                                | Australia                                                                | 1 – 0                                                                    | Grecia                                                                   | Amichevole                                                               | -                                                                        |                                                                          |
| 7-6-2006                                                                 | Ulma                                                                     | Liechtenstein                                                            | 1 – 3                                                                    | Australia                                                                | Amichevole                                                               | -1                                                                       |                                                                          |
| 22-6-2006                                                                | Stoccarda                                                                | Croazia                                                                  | 2 – 2                                                                    | Australia                                                                | Mondiali 2006 - 1º turno                                                 | -2                                                                       |                                                                          |
| 7-10-2006                                                                | Brisbane                                                                 | Australia                                                                | 1 – 1                                                                    | Paraguay                                                                 | Amichevole                                                               | -                                                                        | 89’                                                                      |
| Totale                                                                   |                                                                          | Presenze                                                                 | 54                                                                       |                                                                          | Reti                                                                     | -41                                                                      |                                                                          |

## Palmarès

### Club

#### Competizioni nazionali
- Coppa dei Paesi Bassi: 1

Roda JC: 1999-2000

#### Competizioni internazionali
- Coppa Intertoto UEFA: 1

Perugia: 2003
- UEFA Champions League: 1

Milan: 2006-2007
- Supercoppa UEFA: 1

Milan: 2007
- Coppa del mondo per club: 1

Milan: 2007

### Nazionale
- Coppa d'Oceania: 3

1996, 2000, 2004